# Paul Viollet
Paul Marie Viollet (Tours, 24 ottobre 1840 – Parigi, 22 novembre 1914) è stato uno storico, archivista e bibliotecario francese.

## Biografia
Lavorò come segretario e come archivista, presso gli archivi nazionali di Parigi nel 1866, e successivamente bibliotecario della facoltà di diritto. Il 7 giugno 1890 fu nominato professore di diritto civile e canonico presso l'École des chartes. Le sue opere trattano principalmente la storia del diritto e delle istituzioni, pubblicando anche due libri relativi: Histoire des Institutions politiques et administratives de la France (1890-98) e Précis de l'histoire du droit français (1886) .